# Place Jules-Ferry (Montrouge)
La place Jules-Ferry est une importante place de la ville de Montrouge.

## Situation et accès
Cette place donne, côté est, sur l'avenue Aristide-Briand. Elle est longée au sud par la rue Chaintron et est séparée en deux parties par l'avenue du Fort.

## Origine du nom
Le nom de cette place est un hommage rendu à l'homme d'État Jules Ferry (1832-1893).

## Historique
Le 26 juillet 1914, cette place servit de terrain d'envol aux ballons « Lex-et-Patria » et « Ville-de-Montrouge ».

## Bâtiments remarquables et lieux de mémoire

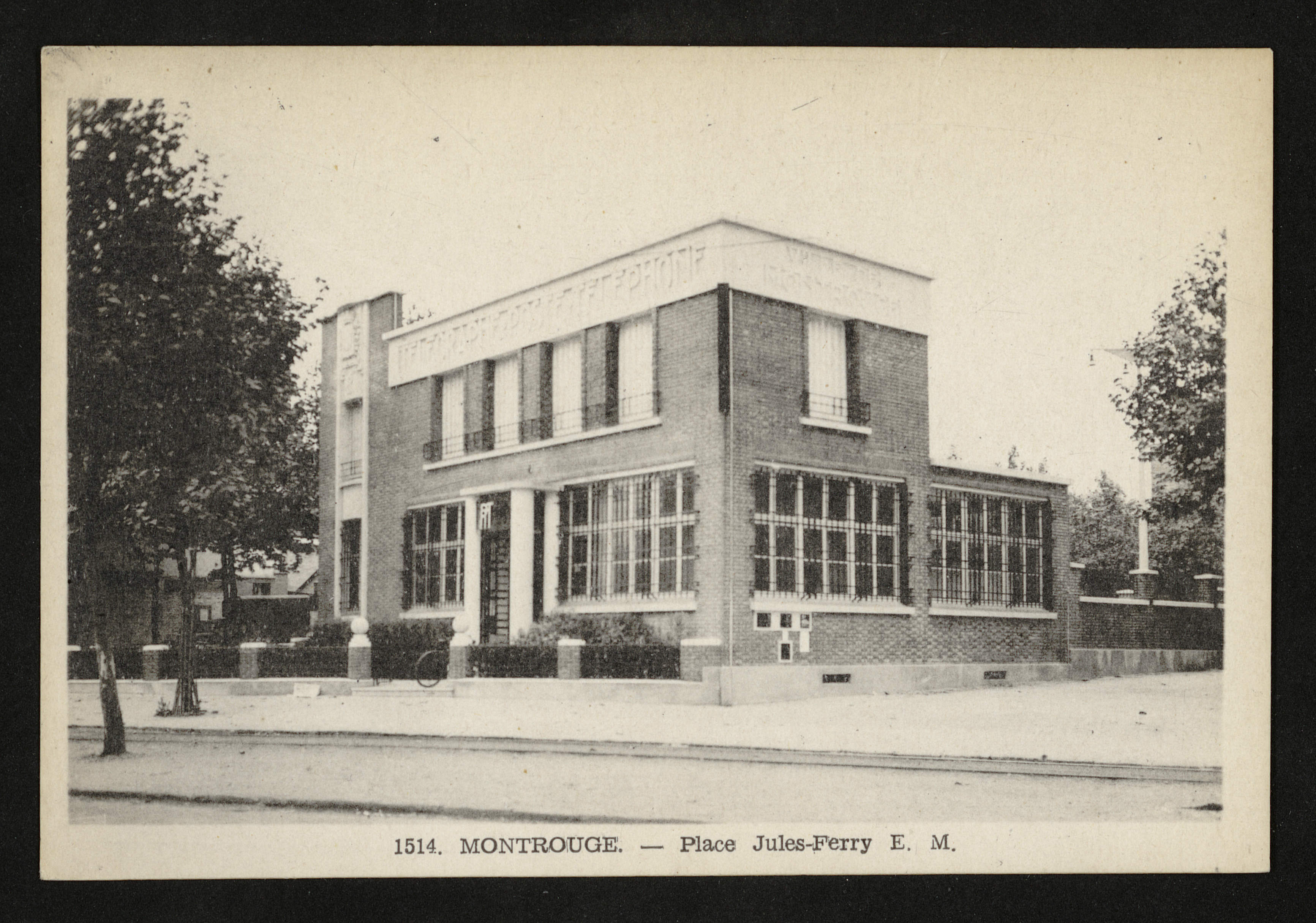
Carte postale - Montrouge - Place Jules-Ferry - 9FI-MON 44

- Marché Jules-Ferry[3]. Le centre de la place est dénommé square Robert-Doisneau.
- Le bureau de Poste du quartier de La Vache-Noire, bâti en 1937 par l'architecte SADG Armand Picard. Toujours en activité, il est répertorié à l'inventaire général du patrimoine culturel[4].
- No 22 : maison d'artiste (1925) construite par les architectes Georges Albenque (1877-1963) et Eugène Gonnot (1879-1944) pour celui-ci. Elle est répertoriée à l'inventaire général du patrimoine culturel[5].
- Nos 28 à 34 (parcelle traversante portant également les nos 5 à 13, avenue Léon-Gambetta) : ensemble de 150 logements (1954) signé par Jean Ginsberg (1905-1983) et Georges Massé, architectes associés, assistés par André Ilinski[6]. La façade tournée vers la place comprend des loggias dont la disposition accentue l'horizontalité. La sculpture abstraite intégrée dans cette façade est une œuvre du plasticien Émile Gilioli (1911-1977). Elle sert de montant à la porte d'entrée principale et se prolonge à l'intérieur du hall[7]. Avenue Léon-Gambetta, un pignon présente une peinture murale abstraite portant la signature « CAZIEL », pseudonyme de l'artiste peintre polonais Casimir Zielenkiewic (1906-1988).
- Nos 40 à 46 : ensemble de quatre immeubles accolés d'ateliers-appartements (1929-1930), de 7 étages sur sous-sol, répertorié à l'inventaire général du patrimoine culturel[8].
Construit par les architectes Eugène Gonnot et Georges Albenque pour René Berthomier, il a abrité dans un des ateliers-appartements une annexe de l'agence d'Eugène Gonnot — dont le bureau était situé sur la place, en face, au no 22 — ainsi que l'atelier du peintre Fernand Léger et le studio du photographe Robert Doisneau. Le nom de Doisneau a été donné au square situé au centre de la place. De nombreux autres artistes y ont habité et travaillé. Parmi eux : l'architecte français Jean-Louis Veret (1927-2011), cofondateur de l'Atelier de Montrouge, le typographe suisse Adrian Frutiger (1928-2015), le peintre-sculpteur, photographe et architecte hongrois Étienne Béothy (1897-1961, né Beöthyán István), l'artiste peintre fresquiste et historien de la peinture Charles Bouleau (1906-1987)[9], l'artiste peintre-graveuse hongroise Véra Braun (1902-1997), l'artiste peintre Georges Barat-Levraux (1878-1964)[10]... Le peintre et lithographe André Fougeron (1913-1998), engagé dans la résistance, se fixe en 1943 sous le faux nom Laforêt au no 42[11].».
- No 47 : cette maison cachait sous l'Occupation une imprimerie clandestine. Une plaque en hommage à Jean de Rudder et au journal Résistance en témoigne[12].